# Yo-Yo Ma
Ma, Yo-Yo  (Párizs, 1955. október 7. –) világhírű kínai származású többszörös Grammy- és Primetime Emmy-díjas francia csellista.

## Élete
Párizsban született kínai szülőktől. Édesanyja Marina Lu  énekesnő, édesapja Hiao-Tsiun Ma  karmester és zeneszerző volt. Yo-Yo Ma hegedülni kezdett tanulni, mielőtt áttért a csellóra. Hétéves korában a család New Yorkba költözött. Yo-Yo Ma már gyermekkorában megjelent az amerikai televízióban, 8 éves korában már koncertezett, Leonard Bernstein vezénylésével. A Juilliard Schoolon kezdett, majd a Harvard Egyetemre ment tanulni. Kérdéses volt számára, hogy folytassa-e tanulmányait, de az 1970-es években Pablo Casals játéka ihlető erővel hatott rá.
Már jóval előtte terjedni kezdett a hírneve, és együtt szerepelt a világ legnagyobb zenekaraival. Johann Sebastian Bach szóló csellószvitjeiről készített felvételeit és előadásait különösen dicsérik, ezenkívül kamarazenét is játszott – gyakran Emanuel Ax zongoristával, akivel barátsága még a New York-i Juilliard zeneiskolás időkre nyúlik vissza.
A fő hangszere, „Petúnia”, egy nagyon finom kidolgozású Montagna-cselló, ami 1733-ban készült Velencében, és amit egyszer egy New York-i taxiban felejtett. Egy másik csellóját, a Davidov Stradivariust Jacqueline du Pré hagyta rá, aki rendszeresen játszott rajta. Du Pré korábban elégedetlen volt a cselló „megbízhatatlansága” miatt, amit Yo-Yo Ma inkább Du Pré szenvedélyes játékstílusával magyaráz, mondván, a csellót „el kell csábítania” a játékosnak. Egészen mostanáig autentikus barokk módon volt hangszerelve, mert Ma kizárólag barokk zenét játszott rajta. Van egy másik gordonkája is az amerikai Moes & Moes hárfakészítő cégtől, valamint egy szénszálas műanyagból készült cselló, amit a bostoni Luis & Clark gyártott a számára.
Yo-Yo Mát a kritikusok „valódi mindenevőnek” nevezték, és tényleg sokkal eklektikusabb repertoárral rendelkezik, mint egy klasszikus csellista. Lemezre vett és játszott barokk darabokat korabeli hangszereken, amerikai bluegrass zenét (egyfajta country stílus), tradicionális kínai dallamokat, Astor Piazzolla argentin tangóit, brazil zenét, a Tigris és sárkány filmzenéjét és Philip Glass minimalista zenéjét, amit a Naqoyqatsi – Erőszakos világ c. filmhez készített – a klasszikus repertoárból készített számos felvétele mellett. Legutóbbi CD-jén más zenészekkel dolgozott együtt az Egy gésa emlékiratai filmzenén.

### Magánélete
Yo-Yo Ma 1978 óta házasságban él régi barátnőjével, Jill Hornor hegedűssel. Két gyermekük van, Nicholas és Emily. Ma idősebb nővére,  Yeou-Cheng Ma (馬友乘) Párizsban született – hegedűs, Michael Dadap, New York-i gitáros felesége.
Yo-Yo Ma részt vett egy epizód erejéig egy gyermekeknek szóló televíziós rajzfilmsorozatban, melynek Arthur volt a címe, és a hangját kölcsönözte hozzá. Játszott még Az elnök emberei egyik epizódjában, valamint a Sesame Street és a  Mister Rogers' Neighborhoodban is. Jelenleg saját együttesében, a Selyemút Társulatban (The Silk Road Ensemble) zenél: célkitűzésük, hogy összehozzanak különböző zenészeket a selyemút által kulturálisan összekapcsolt országokból, és a Sony Classical kiadóval felvételeket készítsenek.
Yo-Yo Mát gyakran lehetett látni az Apple Computer és a Pixar cégek elnökével, Steve Jobsszal, és gyakori vendég volt a Steve Jobs cégei által tartott rendezvényeken.
2005. május 31-én a zeneművészet doktorává avatta a Princetoni Egyetem. Kofi Annan 2006. január 6-án a béke nagykövetévé nevezte ki.